# Nowa Smolna
Nowa Smolna – przysiółek wsi Zbytowa w Polsce położony w północno-wschodniej części województwa dolnośląskiego, w powiecie oleśnickim, w gminie Bierutów. Obecnie część wsi Zbytowa. Na terenie przysiółku znajduje się kilkanaście domów mieszkalnych. Kod GUS TERYT miejscowości Nowa Smolna to 0872728.

## Położenie
Przez przysiółek przepływa rzeka Widawa.

## Podział administracyjny
W latach 1975–1998 miejscowość administracyjnie należała do województwa wrocławskiego.